# Pachymorpha carli
Pachymorpha carli is een wandelende tak uit de familie Phasmatidae. De wetenschappelijke naam van deze soort is voor het eerst voorgesteld als Heterocopus carli door Klaus Günther in een publicatie uit 1937.
De soort komt voor in Papoea-Nieuw-Guinea.